# Zakliczyn
Zakliczyn város Lengyelországban, Tarnów megyében, Kis-Lengyelország vajdaságban a Dunajec folyó jobb partján.
1557 és 1934 között város volt, mely rangot 2006. január 1-jével kapta vissza.
2008-ban – másik 19 európai faluval együtt – kiválasztották egy spanyol dokumentumfilm forgatási helyszíneként, melynek címe Európa falvai (producer: Juan Frutos).

## Közlekedés
- A legközelebbi repülőtér: Krakkó, valamint vasútállomás: Tarnów.
- Krakkóba rendszeres buszjáratok közlekednek Bochnián, Brzeskón, valamint Nowy Sączon át.

## Testvérvárosi kapcsolatok
- Jászfényszaru, Magyarország

## Fordítás
- Ez a szócikk részben vagy egészben  a   Zakliczyn című angol Wikipédia-szócikk fordításán alapul.  Az eredeti cikk szerkesztőit annak laptörténete sorolja fel. Ez a jelzés csupán a megfogalmazás eredetét és a szerzői jogokat jelzi, nem szolgál a cikkben szereplő információk forrásmegjelöléseként.

## Külső hivatkozások
- Hivatalos honlap (lengyelül)

1. ↑  https://bdl.stat.gov.pl/api/v1/data/localities/by-unit/011212416144-0837436?var-id=1639616&format=jsonapi. (Hozzáférés: 2022. október 7.)